# Феміністична археологія
Феміністична археологія — напрям у археології, який застосовує феміністичну перспективу для вивчення минулого. Вона зосереджується на аналізі ролі жінок, гендерних відносин та гендерної ідентичності в історичних суспільствах, а також на критиці традиційних методів археології, які можуть бути упередженими щодо чоловічого досвіду. Феміністична археологія розглядає стать у тандемі з іншими факторами, такими як сексуальність, раса чи клас. Вона критикує некритичне застосування сучасних західних норм і цінностей до минулих суспільств. Напрям також стурбований збільшенням представництва жінок у дисципліні археології та зменшенням андроцентричного упередження у полі.
Останніми роками феміністична археологія розширилася, включивши в себе міжсекторальний аналіз, наприклад, чорну феміністичну археологію, археологію корінних народів та постколоніальну археологію. Вона також почала приділяти більше уваги дослідженням домогосподарств, вивченню маскулінності та сексуальності.

## Виникнення феміністичної археології
Феміністична археологія спочатку виникла наприкінці 1970-х і на початку 80-х разом з іншими запереченнями проти епістемології, яку сповідує процесуальна школа археологічної думки, як-от символічна та герменевтична археології. Стаття Маргарет Конкі та Джанет Спектор 1984 року «Археологія та дослідження статі» резюмувала феміністичну критику дисципліни того часу: що археологи без проблем накладали сучасні західні гендерні норми на минулі суспільства, наприклад, у статевому розподілі праці; що контексти та артефакти, пов'язані з діяльністю чоловіків, такі як виробництво наконечників і різання на місцях убивств, були пріоритетними у часі дослідження та фінансуванні; і що сам характер дисципліни був побудований навколо чоловічих цінностей і норм. Наприклад, жінок зазвичай заохочували до лабораторних досліджень замість польових (хоча в історії дисципліни були винятки), а образ археолога будувався на уявленні про грубого, мужнього «ковбоя науки». У 1991 році дві публікації ознаменували появу феміністичної археології у великому масштабі: відредагований том Gengendering Archaeology, який зосереджувався на жінках у доісторії, і тематичний випуск журналу Historical Archaeology, який зосереджувався на жінках і гендері у постколумбовій Америці. За межами Америки феміністична археологія користувалася більш ранньою появою та більшою підтримкою серед більшої археологічної спільноти.

### Ранні феміністичні дослідження
Помітні проблеми, поставлені ранніми феміністськими археологами, серед багатьох інших тем стосувалися полювання та виготовлення кам'яних знарядь. Парадигма «Людина-мисливець» в антропології, названа на честь симпозіуму, проведеного в 1960-х роках деякими з найвидатніших імен в археології, розділила статевий поділ праці гомінідів між чоловічою та жіночою статями. Самці відповідали за полювання, і, імовірно, завдяки цій діяльності розвинули важливі еволюційні риси, такі як збільшення розміру мозку. Самки тим часом залишалися вдома і виховували дитинчат. Припущення, що лежить в основі цієї моделі, полягає в тому, що жінки були обмежені в певних видах діяльності через зниження мобільності внаслідок вагітності та їх ролі у вихованні маленьких дітей. Феміністські антропологи розкритикували цю модель як применшення еволюційного значення жінок на користь зображення їх суто як пасивних об'єктів відтворення і нічого більше. Едрієн Зілман, відслідковуючи еволюційні досягнення, які приписують самцям як мисливцям, зазначила, що збиральництво самок так само легко може пояснити такі адаптації.
Джоан Ґеро кинула виклик андроцентричним поясненням виготовлення інструментів на кількох рівнях. По-перше, поширене припущення, що виготовлення знарядь майже виключно асоціюється з чоловіками, майже напевно є хибним; принаймні, жінки набагато частіше виготовляли власні знаряддя праці в домашніх умовах, аніж чекали, поки чоловік зробить це за них. Аргумент на користь цього припущення, що чоловіки мають більшу силу верхньої частини тіла, був відкинутий Ґеро, яка вказала, що фізична сила не є обов'язковою якістю для того, хто вміє виготовляти кам'яні знаряддя праці. Крім того, Ґеро звернула увагу на те, що багато часу і коштів у дослідженнях приділяється найбільш «чоловічим» кам'яним знаряддям, таким як вістря, тоді як були відносно проігноровані кам'яні знаряддя, які, ймовірно, виготовлялися і використовувалися жінками, наприклад, утилітарні кам'яні пластини.

## Феміністична та гендерна археологія
З часів ранньої феміністичної критики археології гендерна проблематика набула величезної популярності в цій дисципліні. Однак більшість археологинь не сприймають ярлик «феміністичний». Розкол між гендерною та феміністичною археологією сформувався протягом 1990-х років. Гендерна археологія охопила широкий спектр досліджень, включаючи, але не обмежуючись, феміністичну роботу, яка використовує квір-теорію, теорію практики та теорію перформансу. Багато археологинь та археологів, які займаються гендерними дослідженнями, уникають ярлика «феміністка» в основному через сприйняття цього слова негативними конотаціями. Інші в цій дисципліні мають надто спрощене розуміння історії та цілей феміністичної археології, і, як наслідок, помилково змішують її з постмодернізмом. Деякі археологині виступають проти подальшого включення феміністської думки, яка за своєю суттю є політичною, в археологічні дослідження гендеру. Небагато робіт із гендерної археології активно займаються киданням патріархальних структур влади, крім виправлення андроцентричних історій. Феміністична археологія бере участь у складних і мінливих інтерпретаційних рамках, які використовують археологи та археологині: «Фемінізм — це політика, спрямована на зміну гендерних відносин влади». Відоми філософиня-феміністка Елісон Вайлі окреслює кілька вказівок, необхідних для проведення феміністської археології:
1. Сформулювати дослідницькі питання, спрямовані на людей, які страждають від систем нерівності, структурованих за статтю, щоб змінити такі умови.
2. Феміністичні дослідження мають ґрунтуватися на досвіді жінок та інших груп, маргіналізованих звичайними гендерними структурами.
3. Дослідниці та дослідники відповідати перед тими, кого стосуються їхні дослідження; ні в якому разі не повинні феміністські дослідження використовувати інших.
4. Дослідниці-феміністки повинні займатися саморефлексією, визнаючи свої особисті соціальні позиції, інтереси та цінності та обговорюючи, як вони взаємодіють з їхніми дослідженнями.

На противагу цьому, гендерна археологія, яку не використовують феміністки, позбавлена таких характеристик. Наразі гендер є поширеною темою дослідження в археології серед нефеміністок. Такі дослідження зосереджуються на виявленні гендерних видів діяльності та матеріальної культури, а також на гендерних ролях давніх народів, але не подають себе у відверто політичному ключі. Нефеміністичні археологи та археологині не змушені позиціонувати себе в рамках своєї роботи або рефлексувати над тим, як їхня позиція впливає на їхню роботу. Дослідження гендеру незалежно від фемінізму, однак, не відповідає цілям ранніх досліджень і представляє гендер і стать у концептуально неповноцінний спосіб.

## Постійний внесок феміністок в археологію
Археологині-феміністки продовжують кидати виклик археологічним нормам і розширювати дослідження на нові інтелектуальні території. Вони виступають за включення альтернативних форм знання та представлення; наприклад, археологині-феміністки використовували епістемології темношкірих і корінних народів. Продовжується феміністична критика чоловічого характеру та організації археології.

### Альтернативні форми пізнання та презентації
Однією з важливих сфер досліджень феміністичних археологинь, як і деяких нефеміністок, є децентрація вестернізованих форм історії на користь альтернативних концепцій та інтерпретацій минулого, а також вивчення нетрадиційних способів передачі знань. Зростає кількість робіт, пов'язаних із залученням громад нащадків, наданням їм права голосу в археологічних дослідженнях та інтерпретаціях минулого. Громадський запит на надання громадам нащадків права голосу у суперечці щодо африканських могильників підкреслив важливість такого роду роботи. Проведено паралелі між феміністичною археологією та археологією корінних народів, зосереджуючи увагу на тому, як обидві працюють над тим, щоб зруйнувати чоловічу, білу, західну монополію середнього класу на доступ до знань про минуле. Цей тип роботи допомагає децентрувати привілейовану позицію західного знання, не позбавляючи його актуальності.
Крім того, феміністичні археологині використовували художню літературу, щоб допомогти отримати доступ до минулого. Це набуло форми п'єс, як це можна побачити в «Голосах червоних ліхтарів» заснованих на листах і щоденниках повій початку ХХ століття для дослідження проституції. Інший приклад можна побачити у вигаданій працівниці Лорі Вілкі, яка бере участь у Федеральному проекті письменників, вставленому в її археологічне дослідження афроамериканської акушерки на Півдні після емансипації. Джанет Д. Спектор інтерпретувала значення одного артефакту через вигадану розповідь у «Що означає це шило». Наратив вважається ефективним засобом, за допомогою якого археологи можуть створювати багатоголосі та більш доступні для широкого кола інтерпретації та презентації. Використання оповідання «демонструє, наскільки наратив є потужним інструментом для привнесення текстури, нюансів і гуманності в досвід жінок, як підтверджено археологією».

### Перехресний аналіз
Поширеною аналітичною технікою археологинь-феміністок (і деяких нефеміністок) є інтерсекційний аналіз, який, слідуючи твердженням темношкірих феміністок, які ведуть фемінізм третьої хвилі в США, стверджує, що гендер не може бути доступним сам по собі, а має вивчатися разом з іншими формами ідентичності. В історичній археології все більше досліджується зв'язок між статтю, расою та класом, але інші аспекти ідентичності, зокрема сексуальність, також вивчаються у зв'язку зі статтю. Міжсекторальний аналіз не обмежується феміністичною археологією, як показано на поширеному використанні гендерно-расово-класового методу дослідження ідентичності історичними археологами. Хоча багато таких досліджень зосереджено на білих жінках із середнього класу недавнього англо-американського минулого артикуляція гендеру з іншими аспектами ідентичності починає застосовуватися до індіанських жінок та афроамериканок. Робота Кетлін Діган про іспанські колоніальні об'єкти в США та Карибському басейні стала піонером руху вивчення гендеру в іспанських колоніях. Використання робіт чорношкірих феміністок, які привертають увагу до нерозривного зв'язку між гендером і класом у США, стало важливим кроком у просуванні використання інтерсекційного аналізу в археології. Міжсекторальний підхід зіткнувся з великою кількістю «опозиційної свідомості», яка втрутилася в потік панівної «феміністичної теорії», і викликів у перетині кордонів і переговорах з умовами приналежності до спільноти.

### Чорна феміністична археологія
Чорношкіра феміністична археологія є відносно новою в археологічній дисципліні, і в історичному контексті Північної Америки її очолювали переважно чорношкірі жінки. Вона зосереджується на перетині між расою, статтю та класом в інтерпретації американських археологічних пам'яток і відкидає відокремлення чи пріоритетність тієї чи іншої форми гноблення. Чорношкіра феміністична археологія значною мірою натхненна чорношкірою феміністською антропологією з додаванням археологічної теорії, введеної для створення «цілеспрямовано грубої та текстурованої аналітичної основи». Цей теоретичний підхід пов'язує сучасні концепції расизму та сексизму з минулим і встановлює зв'язки між впливами минулого та тим, як минуле вплинуло та сформувало сьогодення.

#### Внесок чорношкірих феміністок в археологію

##### Доісторична археологія
Археолог Кетлін Стерлінг пропонує два способи застосування теорії темношкірих феміністок до археології поза історичним північноамериканським контекстом: 1) шляхом вивчення палеолітичних людей Європи таким чином, щоб намагатися усвідомлювати наші інтерпретації примітивності, а також визнавати, що наші уявлення про примітивність расово закодовані; і 2) шляхом вивчення анатомічно сучасних людей (АСЛ) і неандертальців, а також способів, у які вони взаємодіяли. Стерлінг наводить приклад того, як теорію темношкірих феміністок можна застосувати до останніх.
Хоча точні дати є суперечливими та змінними, можна сказати, що анатомічно сучасні люди і неандертальці взаємодіяли та жили між собою протягом тривалого часу. Вважається, що АСЛ і неандертальці взаємодіяли через культурну передачу та конкуренцію. Вважається, що цю взаємодію культурної передачі можна побачити через шательперонську традицію інструментів, а також через присутність обробленої слонової кістки на стоянках верхнього палеоліту, обидва з яких, як припускається, походять від АСЛ. Ця інтерпретація культурної взаємодії між АСЛ і неандертальцями, стверджує Стерлінг, припускає, що неандертальці є нижчою расою від вищих кроманьйонців і нічого не навчилися у цього виду, який успішно розвивався протягом тисячоліть. Інша провідна взаємодія, конкуренція, призводить до ідеї, що вимирання неандертальців було спричинене конкуренцією кроманьйонців, що знову узгоджується з твердженням Стерлінга, що це означає, що неандертальці були нижчою расою.
Однак нові дослідження ускладнили цей зв'язок. Нові знахідки зруйнованого притулку з кісток мамонта, червоної охри та не пов'язаних зі спарюванням слідів на кістках мамонтів, датованих до приходу АСЛ на цю територію, дозволяють припустити, що неандертальці були здатні здійснювати такого роду символічну діяльність без впливу чи вказівки АСЛ. Іншим ускладнюючим фактором є дані ДНК, які показують, що між видами Homo по всій Євразії існувала значна сексуальна взаємодія. Дослідження ДНК показують, що схрещування між цими видами було досить поширеним, щоб продовжувати зберігатися в сучасних геномах і сьогодні, але не настільки, щоб мати переважний відсоток у сучасних популяціях.
На жаль, мало відомо про динаміку цих відносин між неандертальцями та АСЛ. Посилаючись на статтю New York Times 2012 року, де доктор Кріс Стрінгер описує інбридинг між неандертальцями та АСЛ як «агресивні дії між конкуруючими групами людей», що, за його словами, схоже на сучасні групи мисливців-збирачів, які мають однакову поведінку. Стерлінг припускає, що це зміцнює племінні стереотипи. Також маються на увазі ідеї вродженості насильства та примітивності чоловіків. Стерлінг протиставляє цей погляд на доісторичну конкуренцію сексуальному насильству, якому зазнавали поневолені темношкірі жінки в Сполучених Штатах, і злочинності, накладеній на стосунки між чорношкірими чоловіками та білими жінками. Консенсуальні взаємодії між людьми різних рас розглядалися як історична неможливість, і жінкам не було надано сексуальної волі.
Проте конкуренція не пояснює ймовірність дітовбивств, абортів та покинутих дітей, народжених у результаті взаємодії неандертальців та АСЛ, що знову ж таки ігнорує роль жінок у цих популяціях, стверджує Стерлінг. Замість того, щоб неандертальці вимерли від кліматичних змін, Стерлінг стверджує, що вони скоріше були поглинуті спільнотами АСЛ через їхні шлюбні зв'язки та виховання дітей. Ця точка зору перегукується з іншими теоріями зникнення неандертальців, але визнає їхню автономію та самостійність, незважаючи на те, що це призвело до їхнього вимирання як виду.
Стерлінг використовує концепцію темношкірих феміністок, щоб продемонструвати, як різні аспекти життя та ідентичності перетинаються та впливають на сфери інтересів, а також створити більш складне розуміння доісторичного життя.

##### Історична археологія
Вітні Баттл-Батіст, прихильниця чорної феміністичної археології (ЧФА), розповідає про теорії та методологію чорної феміністичної археології у своїй книжці «Чорна феміністична археологія» (Black Feminist Archaeology). За словами Батл-Батіст, ЧФА фокусується на «перетині раси, гендеру та класу» і на подвійній або потрійній формі гноблення через множинність ідентичностей. ЧФА досліджує минуле з метою пов'язати його з сучасними проявами расизму та сексизму. ЧФА прагне поєднати строгий матеріальний аналіз традиційної археології з близькими історичними та сучасними культурними ландшафтами спільнот. Завдяки цим методам чорна феміністична археологія має потенціал урізноманітнити питання, які ставить археологія, та знання, які вона продукує. Плантація Ермітаж у Теннессі, місце проживання Люсі Фостер у Массачусетсі та місце дитинства В. Е. Б. Дюбуа у Массачусетсі — це приклади, які Батл-Батіст використала для демонстрації підходу чорної феміністичної археології до історичних місць.
Плантація Ермітажу належала сьомому президенту США Ендрю Джексону і налічувала понад 160 рабів. У своєму дослідженні Батл-Батіст не лише вивчає фізичний ландшафт Ермітажу, а й заглиблюється в культурні значення, процеси соціалізації та чорношкіру агенцію в цьому просторі. Досліджуючи побутову сферу з акцентом на расу, вона демонструє, що види хатньої роботи ув'язнених жінок відрізнялися від тих, що виконували європейські жінки. Спираючись на соціальну пам'ять старших поколінь, Батл-Батіст припускає, що дім — це не «чотири стіни двадцятифутового житла». Він поширюється на ширше середовище, включаючи подвір'я, і є місцем, де люди «перегруповуються, вивчають стратегії виживання, знаходять сили і створюють думки про опір».
Садиба Люсі Фостер, вперше відкрита у 1940-х роках Аделаїдою та Ріплі Буллен, була домівкою Люсі Фостер, яка народилася у 1767 році в Бостоні, штат Массачусетс. У дитинстві її взяла на виховання заможна родина Фостерів і надала їй дім, а натомість сім'я отримала компенсацію від парафії та робочі руки для виконання щоденних обов'язків і завдань. Вона була єдиною африканкою в сім'ї протягом 11 років, доки до Фостерів не потрапила ще одна дитина, Сара Гілберт. Після скасування рабства в штаті Массачусетс Люсі залишилася з Ганною Фостер, матріархом родини Фостерів. Обмеженість і брак можливостей у пост-емансипаційному Массачусетсі, можливо, сприяли цьому рішенню. У віці 24 років Люсі «попередили» про від'їзд з міста листом, в якому йшлося: «Від імені Співдружності штату Массачусетс вам доручено попередити і повідомити Люсі, негритянську жінку, яка раніше була служницею Джоба Фостера…». Це була звичайна практика, спрямована на скорочення чисельності чорношкірого та корінного населення в Новій Англії. Два роки минули без інцидентів, і Люсі, здається, знову повернулася до Андовера. У 26 років вона, як кажуть, дала «Сповідання віри» в Південній парафіяльній конгрегаційній церкві, а через місяць Пітер, син Люсі, був охрещений. Вік Пітера, місце його народження і батьківство невідомі. Після смерті Ганни Фостер у 1812 році Люсі отримала одну корову, сто доларів і акр її землі, згідно із заповітом. Ця інформація з'являється раніше, ніж про долю її власних дітей, що свідчить про певний ступінь знайомства між Люсі та матріархом Фостер. Після цього про Люсі мало що відомо, аж до її смерті в 1845 році.
Спірним моментом в історії Люсі для Баттл-Батіст є питання про її бідність, а також про те, як бідність сформувала ідентичність Люсі, або ж її ідентичність сформувалася під впливом бідності. Вона припускає, що, як і багато інших афроамериканських жінок того часу, Люсі, ймовірно, продовжувала працювати в сфері обслуговування та інших видах ручної праці, таких як приготування їжі, прання і шиття, про що свідчить кількість голок, наперстків і ґудзиків, знайдених в її матеріальній колекції. У 1813 році Люсі була внесена до списку «Наглядачів за бідними» і залишалася там до своєї смерті в 1845 році. Їй ніколи не пропонували покинути своє майно чи переїхати до богадільні. Батл-Батіст ставить питання про те, як виглядає бідність у матеріальному записі, і як цей матеріальний запис інтерпретувався в 1940-х роках Булленсами. Що стосується матеріальних цінностей Люсі, то вона мала широкий спектр предметів, включаючи вироби з перлів, китайську порцеляну, червоний посуд, білу глину тощо, загалом 113 посудин, що свідчить про те, що уявлення про бідність змінюються з плином часу. Досліджуючи садибу Люсі Фостер, Батл-Батіст уявляла собі Люсі незалежною, шанованою і поміщеною в систему, яка обговорювала її свободу, але все ж таки зазнавала певних обмежень, пов'язаних з її ідентичністю. Колекція предметів, знайдених у будинку Люсі Фостер, може свідчити про її соціальний статус в Андовері. Через її ізоляцію цілком можливо, що її позиціонування було вигідним для нічних мандрівників, і це може свідчити про її роль в антирабовласницькому русі та внесок у Підземну залізницю.
Незважаючи на легендарне життя Люсі Фостер і важливість її місця як одного з перших розкопаних афроамериканських місць у Сполучених Штатах, її історія не дуже відома в археології чи в Массачусетсі.

### Побутові дослідження
Археологічні дослідження домашніх об'єктів зазнали особливого впливу постійної феміністичної роботи. Давня тенденція в археології асоціювати жінок з домашніми просторами, протиставляючи їх асоціації з чоловіками та «публічними» просторами, була постійним локусом феміністичних досліджень. З початком нового тисячоліття спостерігається відхід від такого дихотомізованого просторового поділу гендеру. В історичній археології феміністичні археологи відіграли вирішальну роль у розширенні визначення того, що становить домогосподарство, від сімейної моделі, заснованої на західних нормах, таких як проекти археології домогосподарств, що вивчають борделі і братства. Залучаючись до ширшої побутової літератури, археологи почали переосмислювати домогосподарства, які довгий час вважалися автономними аналітичними одиницями, як політичні простори, зайняті соціальними акторами, які займають різні соціальні позиції, сформовані статтю, расою, віком, професією, соціально-економічним статусом тощо.

### Феміністична археологія та дослідження маскулінності
Феміністки стурбовані переважно жінками; однак зростає занепокоєння щодо дослідження та тонкощів маскулінності в археології. Конструкції маскулінної ідентичності і соціальне відтворення нормативної маскулінності є одними з тем, якими займалася обмежена кількість археологів. Однак ця область дослідження в цілому залишається відносно невивченою.
Натхненні феміністським напрямком, деякі археологи почали розмірковувати про археологію як про дисципліну. Феміністські критики перелічують три типи андроцентризму, що існують в археології: 1) зосередження на передбачуваних чоловічих ролях, таких як мисливець, воїн, вождь і фермери; 2) недостатній аналіз діяльності/процесів, які за західною традицією вважаються жіночою сферою; 3) інтерпретація даних «очима білих чоловіків середнього віку, середнього класу, представників західного походження». Якщо андроцентризм в археології не розглядатиметься і якщо люди не розглядатимуться як гендерні, археологи упустять правду через повторне відтворення сучасних гендерних стереотипів. Дотримуючись цієї тенденції, археологи заперечують гіпотезу про те, що в стародавніх суспільствах жінки завжди були збирачами, а чоловіки — мисливцями. Морська археологія також почала розглядати себе як суто чоловічу підгалузь археології. Часто морська археологія вивчає військові дії, корабельні аварії та морські битви, залишаючи соціальні аспекти морського життя маргіналізованими та недослідженими. Інтерпретації минулого морськими археологами також не спроможні «визнати, що існують інші способи бути чоловіком і жінкою». Беручи до уваги величезні простори моря та великий потенціал морської археології, вчений Джессі Ренслі виступає за те, щоб змінити морську археологію.

### Феміністична археологія та дослідження сексуальності
До 1990-х років не вистачало археологічних досліджень, які б стосувалися сексуальності. На початку 2000-х все більше дослідників застосовують феміністичну теорію та теорію квір для вивчення управління репродукцією, сексуальних уявлень, сексуальної ідентичності, проституції та сексуальної політики інституцій. Наприклад, Б. Л. Восс кидає виклик моделі Св. Августина в колоніальний період, застосовуючи постколоніальну та постструктурну феміністичні теорії. Вона розглядає застосовність шаблону святого Августина з шести аспектів життя та робить висновок, що цей шаблон зменшує складність колоніальної історії.

## Вплив фемінізму в археології
Феміністична археологія справила тривалий вплив на археологію, яка продовжує зростати й сьогодні. Завдяки впровадженню феміністської думки в археологію видимість жінок, як у минулому, так і в сьогоденні, постійно зростає. Одним із найбільших внесків феміністичної археології є перегляд минулих культурних обставин, що призвело до переоцінки ролей жінок і виявило ситуації, коли жінки були присутні більше, ніж вважалося раніше.
Зважаючи на це, залишається проблема, коли ролі жінок справді висвітлюються, але ролі та діяльність, яку вони виконували, не залучаються критично і, як каже Маргарет Конкі, «непроблематизовані». Крім того, переосмислення андроцентризму в гіноцентризм, як і називання стародавніх фігурок «богинями», втрачає сенс змістовної феміністської критики.
Незважаючи на позитивні зміни в археології, феміністична думка все ще не настільки широко впроваджена в мейнстрім археології, а коли це відбувається, то часто це роблять жінки. Коли гендер розглядається в археологічному аналізі, він часто є лише одним із факторів серед безлічі інших у більш широкому контексті, а не центральним принципом.
Крім того, бракує перетину між основними феміністичними академічними колами та археологічною теорією, демонструючи, що феміністична археологія ще не зробила стрибок у основні феміністські кола.